# Будденхаген
Будденхаген (нем. Buddenhagen) — община в Германии, в земле Мекленбург-Передняя Померания.
Входит в состав района Восточная Передняя Померания. Подчиняется управлению Ам Пенестром. Население составляет 425 человек (на 31 декабря 2010 года). Занимает площадь 11,79 км².